# Chelsworth Common
Chelsworth Common is een gehucht in het bestuurlijke gebied Babergh, in het Engelse graafschap Suffolk. Het maakt deel van de civil parish Chelsworth. Het gehucht telt twee monumentale panden, Lower Common Farmhouse en Upper Common Cottages.